# Nationella prov
Nationella prov eller centralprov är prov som arrangeras i eller erbjuds hela landet, i allmänhet för att upprätthålla en liknande nivå på olika skolors betyg. Nationella prov kan vara ett instrument för lärare att anpassa sin kravnivå och ge vägledning om vad som ses som centralt i läroplanen eller de kan direkt inverka på enskilda elevers betyg. Studentexamen i Finland är ett exempel på det senare, där vitsorden fastställs av den centrala studentexamensnämnden. De motsvarar SAT Subject Tests(en) i USA.